# La Laupie
La Laupie ist eine französische Gemeinde mit 776 Einwohnern (Stand: 1. Januar 2022) im Département Drôme in der Region Auvergne-Rhône-Alpes (vor 2016 Rhône-Alpes); sie gehört zum Arrondissement Nyons und zum Kanton Dieulefit. Die Einwohner werden Laupiards genannt.

## Geographie
La Laupie liegt rund 30 Kilometer südlich von Valence am Roubion. Umgeben wird La Laupie von den Nachbargemeinden Marsanne im Norden und Osten, Bonlieu-sur-Roubion im Südosten und Süden, Sauzet im Süden und Westen sowie Condillac im Nordwesten.

## Bevölkerungsentwicklung
| Jahr                       | 1962 | 1968 | 1975 | 1982 | 1990 | 1999 | 2006 | 2019 |
| Einwohner                  | 233  | 346  | 374  | 550  | 529  | 588  | 647  | 748  |
| Quellen: Cassini und INSEE |      |      |      |      |      |      |      |      |

## Sehenswürdigkeiten

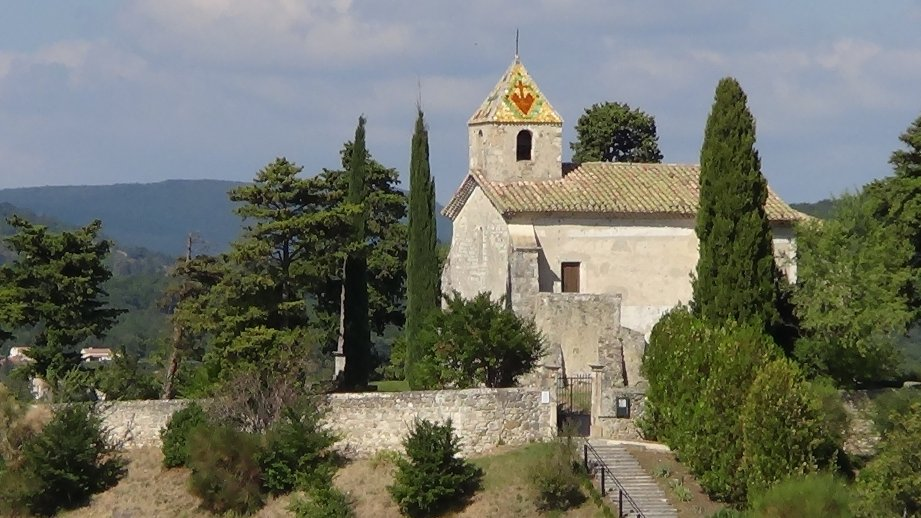
Kapelle Saint-Michel
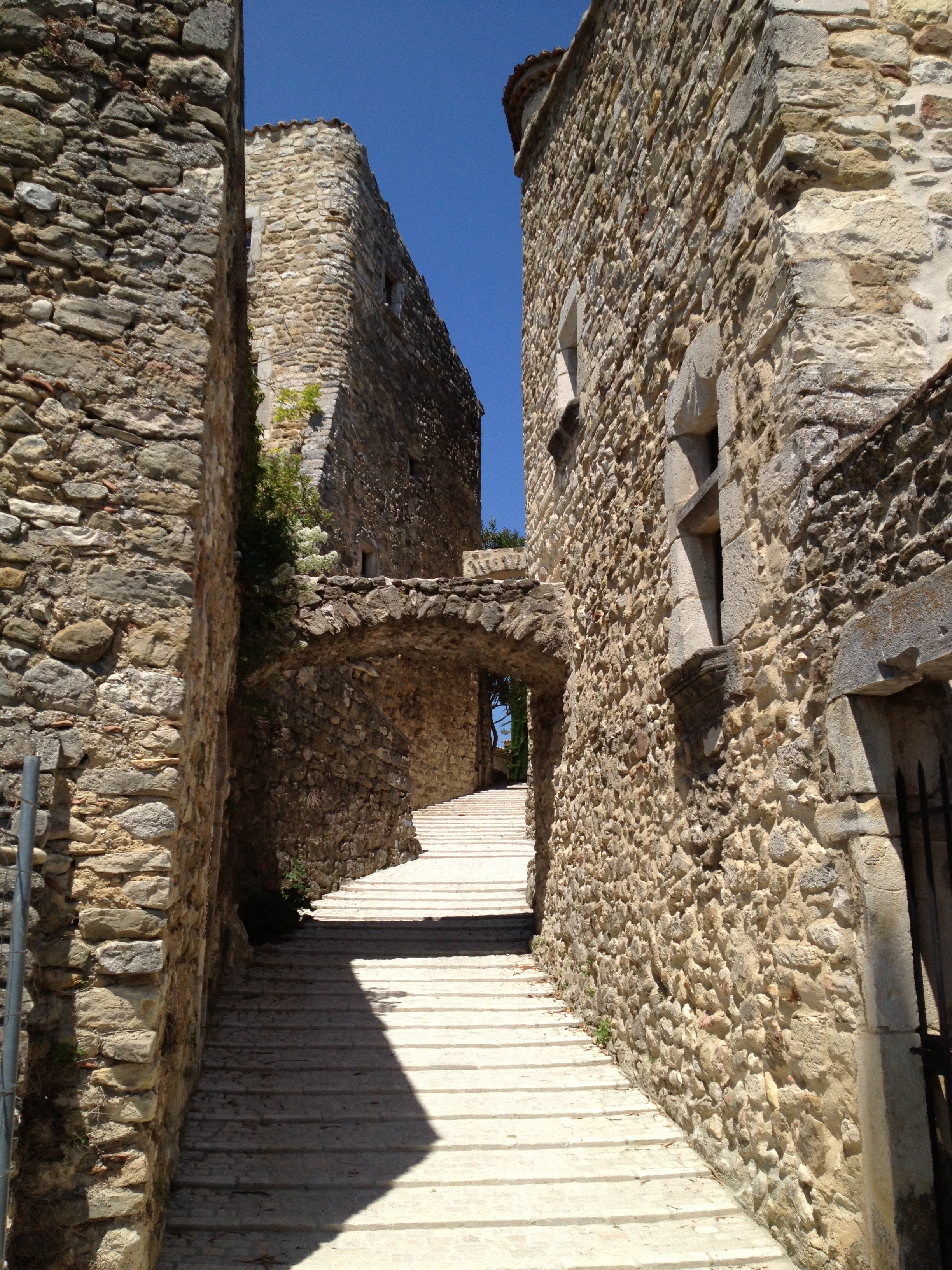
Gasse in La Laupie

- Kapelle Saint-Michel
- Gasse in La Laupie